# Angärdevattnet
Angärdevattnet är en sjö i Bengtsfors kommun i Dalsland och ingår i Göta älvs huvudavrinningsområde. Sjön har en area på 0,0662 kvadratkilometer och ligger 148,2 meter över havet.

## Delavrinningsområde
Angärdevattnet ingår i det delavrinningsområde (654198-129146) som SMHI kallar för Ovan 654227-129269. Medelhöjden är 137 meter över havet och ytan är 11,58 kvadratkilometer. Räknas de 20 avrinningsområdena uppströms in blir den ackumulerade arean 252,05 kvadratkilometer. Stenebyälven (Grorudsälven) som avvattnar avrinningsområdet har biflödesordning 3, vilket innebär att vattnet flödar genom totalt 3 vattendrag innan det når havet efter 196 kilometer. Avrinningsområdet består mestadels av skog (68 procent), öppen mark (11 procent) och jordbruk (12 procent). Avrinningsområdet har 0,58 kvadratkilometer vattenytor vilket ger det en sjöprocent på 5 procent.